# Johan Gijsbert Verstolk van Soelen

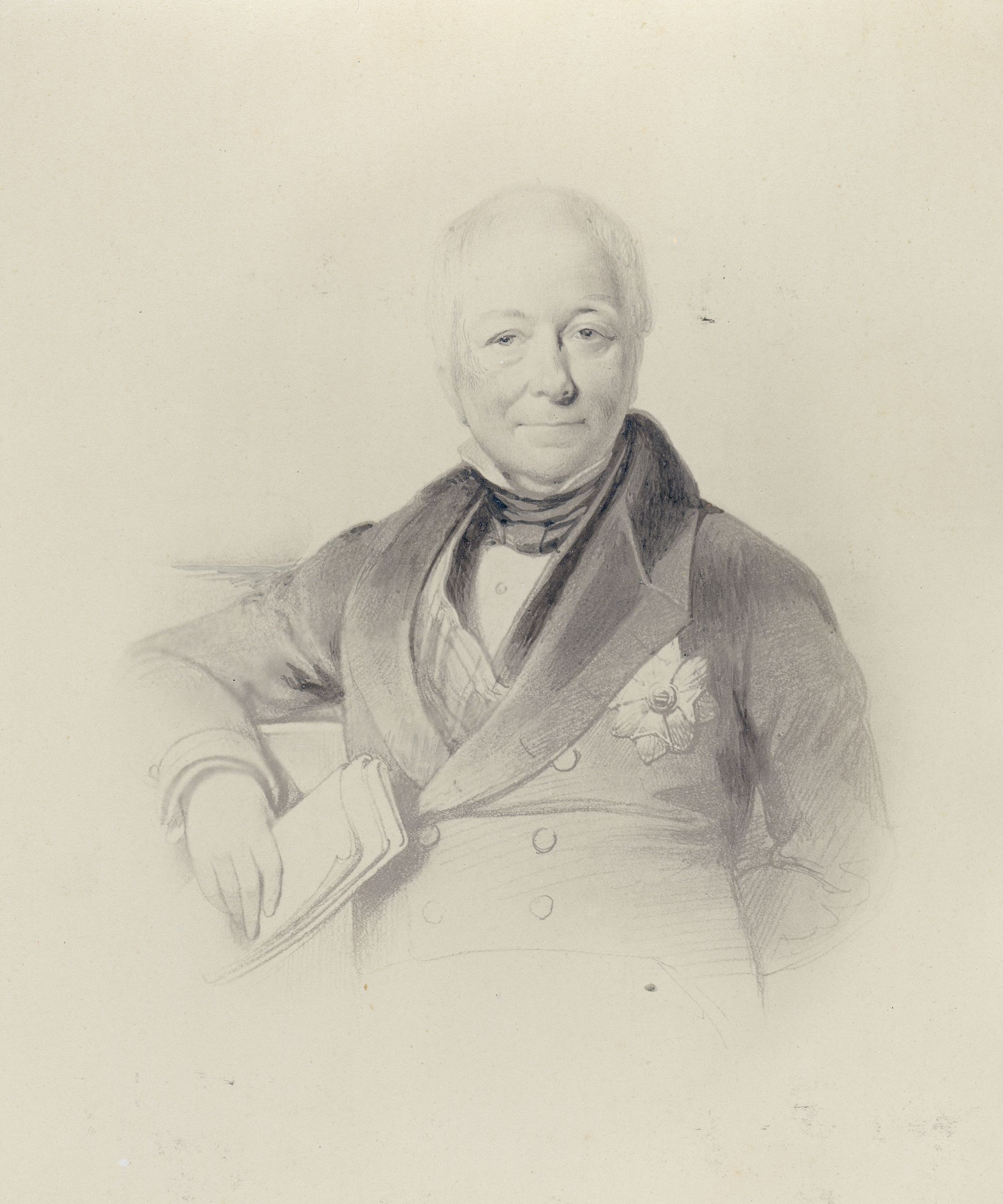
Johan Gijsbert Verstolk van Soelen

Johan Gijsbert Baron Verstolk van Soelen (auch Johan Gijsbert Baron Verstolck van Soelen, Jan Gijsbert Baron Verstolck van Soelen; * 16. März 1776 in Rotterdam; † 3. November 1845 in Zoelen) war ein niederländischer Politiker.

## Wirken
Verstolk studierte in Göttingen und Kiel die Rechte und Staatswissenschaften, machte nachher Reisen in Nordeuropa, lebte längere Zeit in England und kehrte 1801 nach Holland zurück. Er war erst Richter in seiner Vaterstadt, wurde 1809 Landdrost von Geldern und 1811 nach der Vereinigung Hollands mit Frankreich Präfekt von Friesland. Als 1813 die Verbündeten einrückten, verließ er seinen Posten, wurde aber 1815 mit der Verwaltung des Großherzogtums Luxemburg beauftragt, jedoch noch Ende des Jahres als holländischer Gesandte nach Sankt Petersburg geschickt. Von dort kehrte er 1822 zurück, wurde 1825 Minister des Auswärtigen und vertrat 1833 Hollands Ansprüche gegen Belgien auf der Londoner Konferenz. 1840 gab er sein Portefeuille ab, lebte fortan den Künsten und Wissenschaften und starb 1845. Der Titel eines Staatsministers wurde ihm am 13. September 1841 verliehen. Seit 1833 war er Mitglied der Königlich Niederländischen Akademie der Wissenschaften.
Er schrieb mehrere Staatsschriften im Recueil de pièces diplomatiques relatives aux affaires de la Hollande et de la Belgique de 1830 jusqu'en 1833, Den Haag 1833, 3 Bände. Über seine bedeutende (nach seinem Tod versteigerte) Gemälde-, Zeichnungen- und Kupferstichsammlung erschien ein Katalog, Amsterdam 1847–51.